# Rogačica (Kosovska Kamenica)
Pour les articles homonymes, voir Rogačica.
Rogaçicë en albanais et Rogačica en serbe latin (en serbe cyrillique : Рогачица) est une localité du Kosovo située dans la commune/municipalité de Kamenicë/Kosovska Kamenica, district de Gjilan/Gnjilane (Kosovo) ou district de Kosovo-Pomoravlje (Serbie). Selon le recensement kosovar de 2011, elle compte 2 668 habitants, dont une majorité d'Albanais.

## Démographie

### Évolution historique de la population dans la localité
| 1948  | 1953  | 1961  | 1971  | 1981  | 1991  | 2011  |
| ----- | ----- | ----- | ----- | ----- | ----- | ----- |
| 1 111 | 1 199 | 1 351 | 1 575 | 1 771 | 2 058 | 2 668 |

|  |